# Jiang Yan-ju
Jiang Yan-ju (ur. 2005) – tajwańska zapaśniczka walcząca w stylu wolnym. Zajęła ósme miejsce na mistrzostwach Azji w 2025. Srebrna medalistka mistrzostw Azji Południowo-Wschodniej w 2025 roku.